# Kamil Zieliński
Pour les articles homonymes, voir Zieliński.
Kamil Zieliński, né le 3 mars 1988 à Ostrowiec Świętokrzyski, est un coureur cycliste polonais.

## Biographie
Son frère Piotr a été également professionnel chez Bretagne Armor Lux entre 2006 et 2009. Il court au VC Pays de Lorient en DN3 où Kamil avait été également coureur avant de passer professionnel en 2009.

## Palmarès et résultats

### Palmarès par année
- 2006
  - 4e étape du Tour de la région de Łódź
  - 2e de la Coupe du Président de la Ville de Grudziadz
- 2008
  - 1re étape de l'Essor breton
- 2009
  - Memorial im. J. Grundmanna J. Wizowskiego
- 2010
  - 2e du Carpathia Couriers Path
- 2011
  - 4e étape du Bałtyk-Karkonosze Tour
- 2014
  - Prologue et 8e étape du Bałtyk-Karkonosze Tour
  - Course de Solidarność et des champions olympiques :
    - Classement général
    - 4e étape

  - 2e du Mémorial Andrzej Trochanowski
  - 2e de la Visegrad 4 Bicycle Race - GP Hungary
  - 3e du Bałtyk-Karkonosze Tour
  - 3e de la Korona Kocich Gór
  - 3e du Tour Bohemia
- 2015
  - 6e étape du Bałtyk-Karkonosze Tour
  - 1re étape du Podlasie Tour
  - 2e du Podlasie Tour
  - 3e de la Korona Kocich Gór
- 2016
  - 2e du championnat de Pologne de la montagne
- 2017
  - Visegrad 4 Bicycle Race - GP Hungary
  - 3e étape du Szlakiem Walk Majora Hubala
  - 5e étape de la Course de Solidarność et des champions olympiques
  - Tour de Bohême de l'Est :
    - Classement général
    - 2e étape

  - Visegrad 4 Bicycle Race - GP Polski
  - 2e du Szlakiem Walk Majora Hubala
- 2018
  - 1re étape du Szlakiem Walk Majora Hubala

### Classements mondiaux
| Année           | 2010 | 2011 | 2012 | 2013 | 2014 | 2015 | 2016 | 2017 |
| --------------- | ---- | ---- | ---- | ---- | ---- | ---- | ---- | ---- |
| UCI Asia Tour   |      |      | 202e |      |      |      |      |      |
| UCI Europe Tour | 359e |      |      | 359e | 75e  | 215e | 763e | 135e |